# Моккасін (Аризона)
Моккасін (англ. Moccasin) — переписна місцевість (CDP) в США, в окрузі Могаве штату Аризона. Населення — 53 особи (2020).

## Географія
Моккасін розташований за координатами 36°54′35″ пн. ш. 112°45′16″ зх. д. / 36.90972° пн. ш. 112.75444° зх. д. (36.909836, -112.754507).  За даними Бюро перепису населення США в 2010 році переписна місцевість мала площу 1,98 км², уся площа — суходіл.

## Демографія
Згідно з переписом 2010 року, у переписній місцевості мешкало 89 осіб у 30 домогосподарствах у складі 26 родин. Густота населення становила 45 осіб/км².  Було 37 помешкань (19/км²).
Расовий склад населення:
| - 98,9 % — білих - 1,1 % — вихідців з тихоокеанських островів |

До двох чи більше рас належало 0,0 %. Частка іспаномовних становила 1,1 % від усіх жителів.
За віковим діапазоном населення розподілялося таким чином: 24,7 % — особи молодші 18 років, 55,1 % — особи у віці 18—64 років, 20,2 % — особи у віці 65 років та старші. Медіана віку мешканця становила 45,2 року. На 100 осіб жіночої статі у переписній місцевості припадало 97,8 чоловіків;  на 100 жінок у віці від 18 років та старших — 91,4 чоловіків також старших 18 років.
Цивільне працевлаштоване населення становило 0 осіб. 